# Gustave Louis Marie Hubert Ruijs de Beerenbrouck
Gustave Louis Marie Hubert Ruijs de Beerenbrouck (Roermond, 26 september 1842 – Born, 6 februari 1926) was een rooms-katholiek politicus en bestuurder aan het einde van de negentiende eeuw.
Hij was een dominerend lid van de rechterzijde en rechter in Maastricht, die vanaf 1880 als afgevaardigde van het gelijknamige district in de Tweede Kamer kwam. Hij maakte deel uit van de parlementaire enquêtecommissie naar de toestanden in fabrieken en werkplaatsen en was als minister van Justitie in het kabinet-Mackay verantwoordelijk voor de eerste Arbeidswet (1889). Later werd hij commissaris van de Koningin in Limburg. Hij was de vader van Charles Ruijs de Beerenbrouck.

## Biografie
Ruijs een telg uit het deels adellijke geslacht Ruijs en was een zoon van jonkheer Carolus Edmundus Maria (Karel Edmond Maria, Charles Edmond Marie) Ruijs van Beerenbroek (Venlo, 7 juni 1789 – Maastricht, 11 november 1863) en jonkvrouwe Charlotte Maria Bernardina van Aefferden (Roermond, 20 augustus 1809 – Maastricht, 8 juni 1892). Zijn vader heette officieel "Ruijs de Beerenbrouck", maar had na 1830 zijn achternaam vernederlandst tot "Ruijs van Beerenbroek". Daardoor werd Gustave bij zijn geboorte in het bevolkingsregister ingeschreven als Gustave Lodewijk Marie Hubert Ruijs van Beerenbroek. Gustave was het blijkbaar niet met die naamsverandering eens, want bij vonnis van de arrondissementsrechtbank te Roermond van 21 maart 1895 werd met terugwerkende kracht de officiële schrijfwijze van de familienaam weer bepaald op Ruijs de Beerenbrouck.
De Beerenbrouck volgde zijn middelbareschoolopleiding aan het Koninklijk Atheneum in Maastricht. Van 1 oktober 1861 tot 28 juni 1865 studeerde hij rechten (gepromoveerd op stellingen) aan de Universiteit van Leiden. Als parlementariër hield hij zich in de Tweede Kamer bezig met justitiële onderwerpen, buitenlandse zaken en spoorwegaangelegenheden. Van oktober 1886 tot 1887 was hij lid van de parlementaire enquêtecommissie naar de toestand in fabrieken en werkplaatsen (Tweede Kamer der Staten-Generaal).
Als bewindspersoon bracht hij in 1889 de Arbeidswet tot stand, waarin een verbod voor kinderarbeid was opgenomen, de arbeid van jeugdigen (tot 16 jaar) en vrouwen werd geregeld en waarbij de Arbeidsinspectie werd ingesteld. Ook bracht hij in 1890 de Wet houdende verbodsbepaling tegen het dragen van wapens (Wapenwet) tot stand.
In 1899 werd hij voorzitter van de commissie die de fusie tussen de Maatschappij van Landbouw in Limburg en de Limburgsche Christelijke Boerenbond tot stand bracht. Deze fusie resulteerde in 1901 in de Limburgsche Landbouwbond (later Limburgsche Land- en Tuinbouwbond). Hij werd ook benoemd tot erevoorzitter van de nieuwe organisatie.
Op 8 maart 1888 werd De Beerenbrouck ridder in de Orde van de Nederlandse Leeuw. De Beerenbrouck was in het bezit van heerlijkheden Beerenbrouck en Wolfrath waar hij kasteel Wolfrath bewoonde.
Omstreeks 1901 werd hij beschermheer van de Vereeniging tot bevordering van tuin- en landbouw in Limburg, een erefunctie.

## Loopbaan
- advocaat te Maastricht, van 1865 tot 1867
- substituut-Officier van Justitie te Roermond, van 1 juli 1867 tot 1 mei 1877
- rechter Arrondissementsrecht te Maastricht, van 1 mei 1877 tot 1 januari 1888
- lid gemeenteraad van Maastricht, van 1880 tot 1888
- lid Tweede Kamer der Staten-Generaal voor het kiesdistrict Maastricht, van 6 december 1880 tot 11 oktober 1884
- lid Tweede Kamer der Staten-Generaal voor het kiesdistrict Maastricht, van 17 november 1884 tot 18 mei 1886
- lid Tweede Kamer der Staten-Generaal voor het kiesdistrict Maastricht, van 14 juli 1886 tot 17 augustus 1887
- lid Tweede Kamer der Staten-Generaal voor het kiesdistrict Maastricht, van 19 september 1887 tot 23 december 1887
- vicepresident Arrondissementsrechtbank te Maastricht, van 1 januari 1888 tot 20 april 1888
- lid Tweede Kamer der Staten-Generaal voor het kiesdistrict Maastricht, van 14 februari 1888 tot 27 maart 1888
- minister van Justitie, van 21 april 1888 tot 21 augustus 1891
- lid Tweede Kamer der Staten-Generaal voor het kiesdistrict Roermond, van 7 juli 1892 tot 5 oktober 1893
- Commissaris des Konings (later: 'der Koningin') in Limburg, van 1 november 1893 tot 16 mei 1918
- lid Raad van State in buitengewone dienst, van 14 juli 1903 tot 6 februari 1926

## Partijpolitieke functies
- voorzitter R.K.-kamerclub Tweede Kamer der Staten-Generaal, van 27 september 1892 tot oktober 1893

## Nevenfuncties
- eerste luitenant der dienstdoende schutterij te Roermond, vanaf 5 augustus 1868
- lid Raad van Voogdij over koningin Wilhelmina, van 1890 tot 1898
- lid Permanent Hof van Arbitrage, van 1900 tot 1926
- lid Raad van Commissarissen Nederlandsche Heidemaatschappij, van 1900 tot 1926
- lid Staatscommissie inzake de Grondwetsherziening (Staatscommissie-De Beaufort), van 23 oktober 1905 tot 20 december 1906
- voorzitter Nederlandsche Heidemaatschappij, van 1907 tot 1923
- voorzitter Koninklijke Nederlandsche Landbouwvereniging, van 1908 tot 1918
- lid Raad van Commissarissen Maatschappij tot Exploitatie van Staatsspoorwegen, omstreeks 1915
- lid College van Curatoren Landbouw-Hogeschool te Wageningen, van 8 januari 1918 tot februari 1923